# Arnold Kutzinski
Arnold Kutzinski (Berlino, 17 agosto 1879 – Gerusalemme, 26 dicembre 1956) è stato un neurologo e psichiatra tedesco.

## Biografia
Studiò medicina presso l'Università di Berlino, di Monaco di Baviera e di Friburgo, dove si laureò nel 1905. In seguito divenne assistente di Bonhoeffer presso la clinica psichiatrica dell'ospedale Charité di Berlino. Dopo la prima guerra mondiale fu nominato professore di psichiatria a Königsberg. Nei primi anni del 1930, emigrò in Palestina e si stabilì a Tel Aviv. Morì nel 1956.
Kutzinski fu uno scrittore prolifico e pubblicò una serie di opere in tedesco ed ebraico su tema psichiatrico e neurologico. In particolare sulla afasia, visione cieca, mal di testa, nevrosi di guerra, isteria, allucinazioni olfattive, psicosi eclamptica. La sua critica della psicoanalisi fu completamente articolata nel 1931. Fu anche un sostenitore della eugenetica.